# 帝國君子長臂猿
帝國君子长臂猿（学名：Junzi imperialis），又名帝國君子猿，是一个已经灭绝的长臂猿物种，发现于中国秦始皇的祖母夏姬的陵墓中，可能被作为宠物豢养。本種於2018年發表，為君子長臂猿屬（Junzi）目前已知的唯一物種。
其种加词“imperialis”意为“帝王的”。
本種与现存长臂猿相比，帝王君子长臂猿的面部相对较扁平且较小，牙齿更长。

## 描述
本種颅骨前上部較宽，前额後缘較高。眉部与眼眶上缘向下移。颧骨的上颌缝则变短，导致颧骨縮窄，臼齿更加宽松地聚集起来，所有牙齿在面部的位置也都更靠近下端。同時牙齒咬合面積與現生分類元明顯有差異。

## 發現歷史
2004年，陕西省考古研究院為了配合西安財經學院新校區的建設，對西安神禾塬秦陵進行發掘。該陵墓的陪葬坑埋藏了大量的動物骨骼。2009年，动物学家塞缪尔·特维（Samuel Turvey）在参观中国的一个博物馆时发现了该物种的头骨碎片。2018年，該物種被确认为是一个新物种，並據此發表一獨立新屬。
目前中國現生長臂猿的棲地僅存西南及海南一隅，本種發現的關中地區並沒有任何現生長臂猿分布，但文獻當中出現的長臂猿紀錄卻明顯比起現生的生活範圍廣泛。唐朝詩人李白所云「两岸猿声啼不住，轻舟已过万重山」，即是描述現今已無長臂猿棲息的長江流域。漢學家高罗佩在《长臂猿考》提到，一直至公元10世纪，长安附近都有人捕捉长臂猿，18世纪的陕西境内也仍有长臂猿分布。該研究相當程度證實了古代中國的長臂猿分布範圍遠比現在要廣泛。

## 辭源
本物種屬名「Junzi」命名自漢語「君子」一詞，種小名「imperialis」則來自拉丁文「帝國、帝王」一詞。